# Дорсенн, Жан Мари Пьер
Жан Мари Пьер Франсуа Лепеж Дорсенн (фр. Jean Marie Pierre François Lepaige Dorsenne; 1773—1812) — французский военный деятель, дивизионный генерал (1809 год), граф (1808 год), участник революционных и наполеоновских войн. Имя генерала выбито на Триумфальной арке в Париже.

## Биография

### Происхождение и начало военной службы
Родился в 1773 году в семье полковника Николя ле Пежа (фр. Nicolas le Paige; 1736–1804), командира 9-го батальона волонтёров Па-де-Кале, и Жанны Дюпре (фр. Jeanne Dupré; 1740–). Имел старшую сестру Луизу (фр. Louise Françoise Charlotte le Paige; 1771–).
8 августа 1792 года вступил добровольцем на военную службу и 13 сентября 1792 года был избран сослуживцами капитаном 10-го резервного добровольческого батальона, также называемого 10-м Суассонским добровольческим батальоном. В феврале 1793 года батальон стал частью 24-й боевой полубригады. Служа в Северной армии, 29 апреля 1793 года был ранен в бою при Па-де-Безьё, между Лиллем и Турне. В мае 1793 года снова ранен, на этот раз выстрелом в правую ногу в битве под Туркуэном. С 6 по 8 сентября 1793 года сражался при Ондскоте. В течение следующих нескольких лет служил в Армии Самбры и Мааса.

### В рядах 61-й линейной полубригады
24 февраля 1796 года, в ходе реорганизации французской пехоты, 24-я полубригада влилась в состав 61-й полубригады линейной пехоты. 61-я отличилась 17 августа 1796 года в бою при Зульцбахе, где в одиночку сопротивлялась атакам вражеской кавалерии. В январе 1797 года полубригада Дорсенна, входившая в состав дивизии Бернадота, присоединилась к Итальянской армии Бонапарта. 16 марта 1797 года отличился при переправе через Тальяменто у Вальвазоне. 19 марта - при переправе через Изонцо у Градиски. 23 марта прямо на поле боя был произведён главкомом Итальянской армии в командиры батальона 61-й полубригады.
В Египетском походе он участвовал в составе дивизии генерала Дезе. Отличился 21 июля 1798 года в сражении у Пирамид и 7 октября 1798 года у Седимана. В 1799 году он был ранен выстрелом в правую руку при Кене. 23 мая 1800 года произведён генералом Клебером в полковники с назначением командиром 61-й полубригады линейной пехоты. 8 марта 1801 года отличился при Абукире. 13 марта 1801 года вновь проявил себя в сражении при Александрии, где был ранен в левое плечо.
После капитуляции французов в Египте, вернулся на родину. С 29 августа 1803 года со своим полком был в составе дивизии Удино лагеря в Брюгге, который был частью Армии Берегов Океана.

### Во главе пеших гренадер гвардии
3 марта 1805 года переведён в Императорскую гвардию заместителем командира полка пеших гренадер, в звании майора гвардии. Он очень гордился своими гвардейскими солдатами и был так уверен в их дисциплине, что однажды заметил: «Если бы у меня был фургон с золотом, я бы поставил его в столовой моих гренадеров, там было бы безопаснее, чем под замок и ключ». Участвовал в кампании 1805 года. После Аустерлицкого сражения, 18 декабря 1805 года был произведён в бригадные генералы. В походах 1806 и 1807 годов в Восточной Пруссии Дорсенн командовал бригадой пеших гренадер гвардии (с 9 октября 1806 года), и в реляции об Эйлауском сражении помещён в числе отличившихся в этом кровопролитном деле. 20 января 1808 года возглавил всех пеших гренадер Императорской гвардии. К тому времени Дорсенн приобрел репутацию человека, который, находясь под обстрелом, отличался хладнокровием, полностью поворачиваясь спиной к вражескому огню, а затем отдавая приказы своим людям, даже не взглянув на то, что происходит позади него.

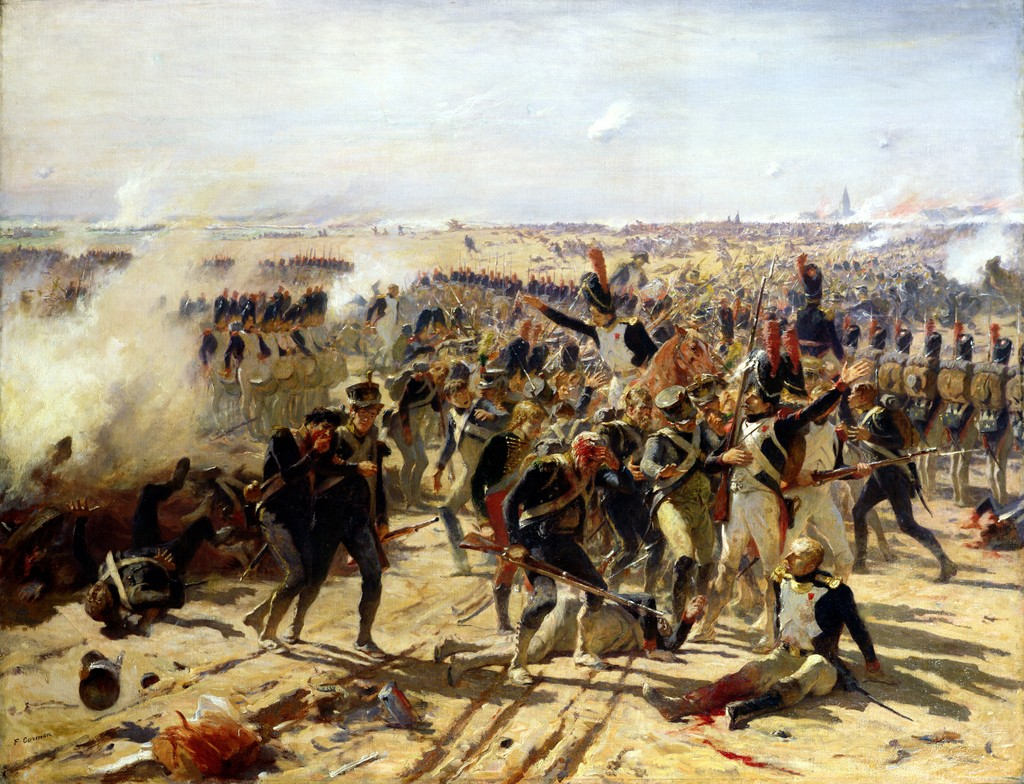
Пешие гренадеры гвардии при Эсслинге

8 февраля 1808 года женился в Париже на Мари Серафине Нуэтт д'Андрезель (фр. Marie Séraphine Nouette d'Andrezel), в браке с которой у него родилась дочь Мари Луиза Серафина (фр. Marie Louise Séraphine Lepaige Dorsenne; 1810–1901).
С ноября 1808 года по январь 1809 года командовал гвардейской пехотой в составе Армии Испании. 15 января 1809 года возвратился в Париж. 30 апреля 1809 года получил почётную должность камергера Императора.
В кампании 1809 года против Австрии Дорсенн командовал гвардейской пехотной бригадой, и отличился в сражении при Регенсбурге. При Эсслинге гвардейцы находились под сильным артиллерийским огнём австрийцев. Когда его люди были убиты, а земля, поднятая артиллерией, обрушилась на него дождём, Дорсенн удержался и сказал своим людям: «Ваш генерал не пострадал. Вы можете положиться на него, он знает, как умереть на своём посту». Позже во время битвы он был ранен, получив ранение в голову, которое будет преследовать его всю оставшуюся жизнь. Также под ним были убиты две лошади. 5 июня был произведён в дивизионные генералы. С 1 июля командовал 2-й гвардейской пехотной дивизией. Участвовал в сражении при Ваграме.

### Последняя кампания и смерть
25 апреля 1810 года возглавил части пешей гвардии, численностью до 20 000 человек, которые были направлены Наполеоном в Испанию. Его жена сопровождала его в Испанию, но она отказалась идти пешком, заставив свой эскорт солдат бежать рядом с каретой, чтобы не отставать от неё. Многие солдаты её эскорта были госпитализированы из-за перенапряжения при беге на такие расстояния. 4 июня 1810 года стал губернатором провинции Бургос. С декабря 1810 года исполнял функции губернатора Старой Кастилии. 8 июля 1811 года сменил маршала Бессьера на посту командующего Северной армией, после чего нанёс а августе поражения Галисийской армии испанцев при Абадии и Сен-Мартин-де-Торрес (25 августа), занял Вальядолид  и вынудил английскую армию покинуть свои позиции. Восстановил порядок в Наварре и Бискайе. Испытывал жестокие головные боли, но продолжал руководить военными операциями и в сражении при Асторге вынужден был командовать подчинёнными ему войсками лёжа на носилках. 5 мая 1812 года оставил свой пост и вышел в отставку.
Сильные страдания от контузии в голову, полученной им ещё в деле при Эсслинге в 1809 году, заставили его решиться на операцию. Дорсенн возвратился в Париж и умер там после неудачно проведённой трепанации черепа 24 июля 1812 года. Последними словами генерала были: «Я надеюсь умереть с честью» (фр. J'espère mourir dans l'honneur).
Генерал был похоронен в Пантеоне. Впоследствии имя Дорсенна было выбито на Триумфальной арке в Париже.

## Воинские звания
- Волонтёр (8 августа 1792 года);
- Капитан (13 сентября 1792 года);
- Командир батальона (23 марта 1797 года);
- Полковник (23 мая 1800 года, утверждён 5 июля 1802 года);
- Майор гвардии (3 марта 1805 года);
- Полковник-майор гвардии (18 декабря 1805 года);
- Бригадный генерал (25 декабря 1805 года);
- Дивизионный генерал (5 июня 1809 года).

## Титулы

Герб графа

- Граф Ле Пеж и Империи (фр. comte Le Paige et de l'Empire; декрет от 19 марта 1808 года, патент подтверждён 2 июля 1808 года в Байонне)[2][3].

## Награды
Легионер ордена Почётного легиона (11 декабря 1803 года)
 Офицер ордена Почётного легиона (14 июня 1804 года)
 Кавалер баварского военного ордена Максимилиана Иосифа (29 марта 1806 года)
 Кавалер ордена Железной короны (23 декабря 1807 года)
 Командор ордена Почётного легиона (16 ноября 1808 года)
 Великий офицер ордена Почётного легиона (30 июня 1811 года)
 Кавалер королевского ордена Испании